# GIS-Burgenland
GIS-Burgenland ist das GIS-System des österreichischen Bundeslandes Burgenland. Der Informationsdienst stellt geografische Basis- und Fachdaten sowie Informationen über das Bundesland zur Verfügung. Das zuständige Referat GIS Koordination des Amtes der Burgenländischen Landesregierung untersteht der Abteilung 2 – Hauptreferat Landesplanung.

## INSPIRE
Die EU hat 2007 im Rahmen einer Initiative der EU-Kommission die INSPIRE-Richtlinie zur EU-weit einheitlichen Führung, Dokumentation, Zugänglichkeit und Verwendung raumbezogener Daten und für den Aufbau einer entsprechenden Geodateninfrastruktur in den Mitgliedstaaten erlassen. Um die Vorgaben der Richtlinie zu erfüllen, wurde im Burgenland ein Kooperationsvertrag mit allen 171 Burgenländischen Gemeinden geschlossen.